# 肖口镇
肖口镇，是中华人民共和国安徽省阜阳市太和县下辖的一个乡镇级行政单位。

## 行政区划
肖口镇下辖以下地区：
肖口村、王寨村、钱庄村、田庄村、毛庄村、邢小街村、陈庙村、新王村和马寨村。